# PvM
PvM (Player versus Monster) é um termo em inglês que significa "Jogador contra Monstro", geralmente usado em MMORPGs para descrever uma batalha entre um Jogador (PC) e um Monstro (NPC), controlado por inteligência artificial.